# Clarques
Clarques foi uma comuna francesa na região administrativa de Altos da França, no departamento de Pas-de-Calais. Estendia-se por uma área de 6,96 km². Em 2010 a comuna tinha 290 habitantes (densidade: 41,7 hab./km²).
Em 1 de janeiro de 2016, passou a formar parte da nova comuna de Saint-Augustin.